# Wyłupieniowate

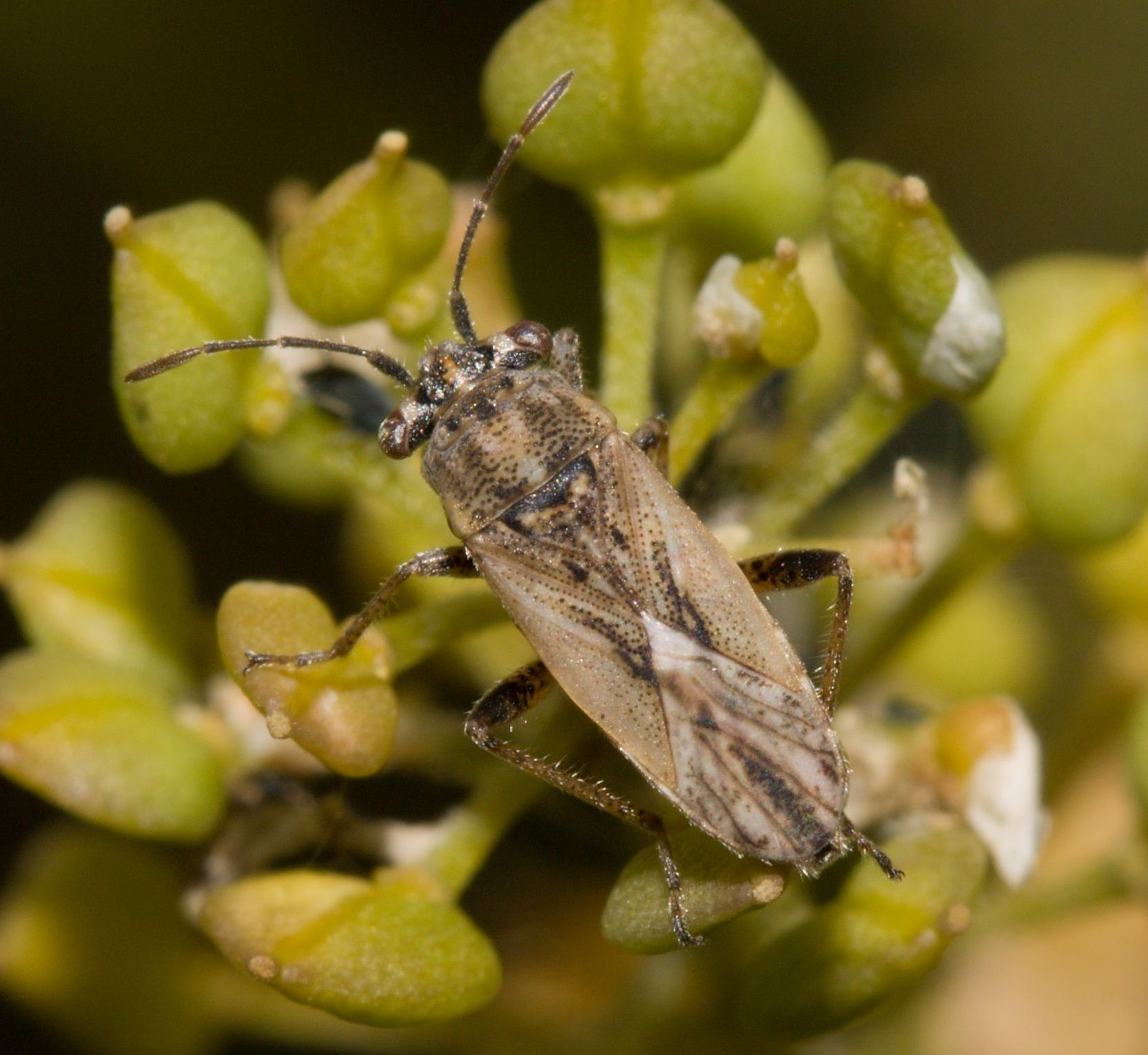
Henestaris halophilus

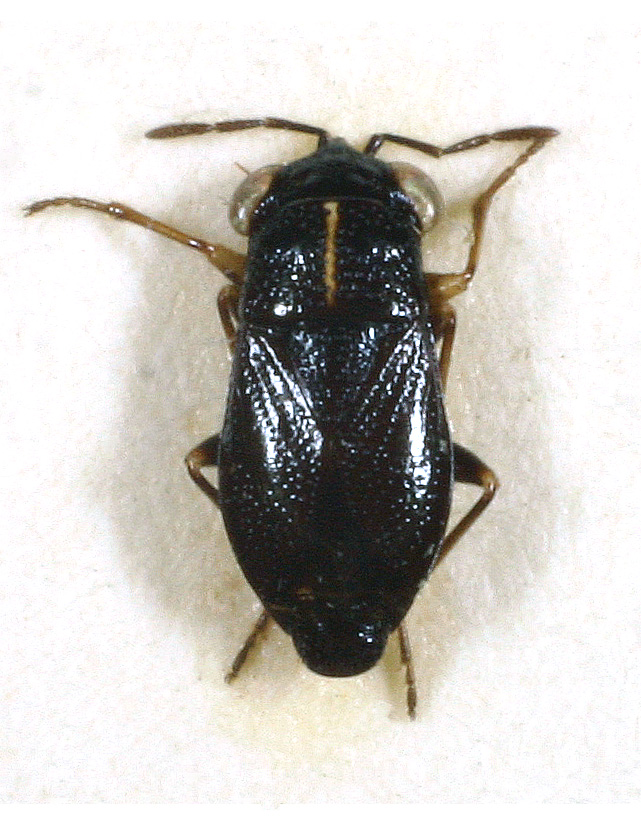
Wyłupień czarny

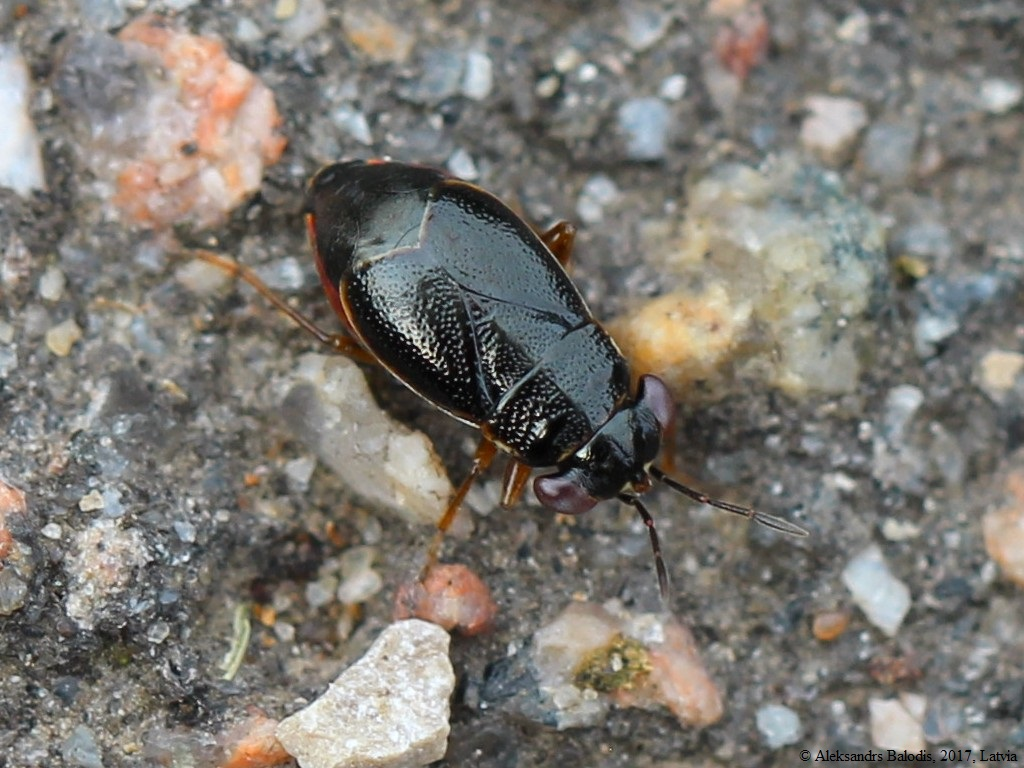
Geocoris dispar

Wyłupieniowate (Geocoridae) – rodzina pluskwiaków z  podrzędu różnoskrzydłych i nadrodziny Lygaeoidea. Obejmuje ponad 270 opisanych gatunków. Rozprzestrzeniona jest kosmopolitycznie. Spośród pięciu podrodzin Geocorinae są generalistycznymi drapieżnikami, zaś pozostałe fitofagami wysysającymi nasiona roślin.

## Morfologia
Pluskwiaki te cechują się dużą zmiennością w pokroju ciała. Należą tu formy o obrysie owalnym, podługowato-jajowatym i wydłużonym, niekiedy z silnymi modyfikacjami lub upodobnione do mrówek przez zwężenie przodu i rozszerzenie tyłu odwłoka. Głowa pozbawiona jest trichobotrii. Jej charakterystyczną cechą są duże, często nerkowate, wyłupiaste, a nawet osadzone na słupkach oczy złożone, zwykle nachodzące lub prawie nachodzące na przednio-boczne kąty przedplecza. Ponadto na głowie występują przyoczka. Miejsce osadzenia czteroczłonowych czułków leży poniżej wysokości środka oczu złożonych. Kłujka zbudowana jest z czterech członów. U większości podrodzin segmenty odwłoka od drugiego do czwartego mają przetchlinki położone na stronie grzbietowej, zaś te od piątego do siódmego mają przetchlinki położone na stronie brzusznej. U Henestarinae przetchlinki umieszczone są grzbietowo na segmentach od trzeciego do piątego, a brzusznie na segmentach: drugim, szóstym i siódmym. Szew oddzielający sternity czwarty i piąty jest niezakrzywiony, całkowity, osiągający boczne krawędzie odwłoka.
Larwy mają ujścia grzbietowych gruczołów zapachowych odwłoka zlokalizowane między tergitami czwartym i piątym oraz między piątym i szóstym. Ponadto odznaczają się szwami między tergitami zwykle silnie zakrzywionymi ku ujściom tychże gruczołów.

## Biologia i ekologia
Przedstawiciele podrodziny Geocorinae wyróżniają się na tle nadrodziny Lygaeoidea strategią pokarmową – są one generalistycznymi drapieżnikami, polującymi na różnorodne drobne stawonogi. Swych ofiar wyszukują na roślinach i nierzadko wykazują ścisły związek z określonym taksonem roślin. Należą one do kluczowych drapieżców w wielu agrocenozach, np. w uprawach bawełny. Niektóre gatunki, przynajmniej w warunkach hodowlanych, wykazują wszystkożerność i dają się karmić nasionami.
Przedstawiciele pozostałych podrodzin są już, typowo dla nadrodziny, fitofagami wysysającymi nasiona roślin. Wiele Henestarinae wykazuje specjalizację w słonoroślach.

## Rozprzestrzenienie
Rodzina rozprzestrzeniona jest kosmopolitycznie. Podrodzina nominatywna ma zasięg kosmopolityczny, przy czym największą różnorodność osiąga na półkuli wschodniej. Podrodzina Pamphantinae występuje na półkuli zachodniej, głównie w krainie neotropikalnej, ale jeden gatunek jest endemitem Australii. Bledionotinae występują tylko w Palearktyce. Henestarinae zasiedlają głównie krainę palearktyczną i etiopską, ale jeden rodzaj jest neotropikalny. Australocorinae są endemitami Australii.
W Polsce stwierdzono 3 gatunki z rodzaju wyłupień (zobacz: wyłupieniowate Polski).

## Taksonomia
Takson ten wprowadzony został w 1860 roku przez Friedricha W.F. von Bärensprunga jako podrodzina Geocorinae w obrębie szeroko rozumianych zwińcowatych. W 1913 roku A.L. Montandon podzielił ją na trzy plemiona: Germalini, Geocorini i Henestarini, zaś w 1921 roku Ernst Evald Bergroth wprowadził czwarte plemię, Psammiini. Thomas J. Henry w 1997 roku opublikował wyniki analizy filogenetycznej infrarzędu, na podstawie której wniósł niektóre podrodziny zwińcowatych, w tym Geocorinae, do rangi osobnych rodzin. Na jej podstawie wyróżnił w ich obrębie trzy podrodziny: Geocorinae, Bledionotinae i Henestarinae. Kolejnej rewizji systematycznej dokonał w 1999 roku James Alexander Slater, wyróżniając czwartą podrodzinę, Pamphantinae, i dzieląc ją na 3 plemiona. M.B. Malipatil w 2012 roku wyróżnił nową podrodzinę Australocorinae, a w 2017 roku wprowadził Indopamphantini, czwarte plemię Pamphantinae.
Do wyłupieniowatych należy ponad 270 opisanych gatunków, zaliczanych do podrodzin, plemion i rodzajów:
- podrodzina: Australocorinae
  - Australocoris Malipatil, 2012
- podrodzina: Bledionotinae
  - Bledionotus Reuter, 1878
- podrodzina: Geocorinae
  - Apennocoris Montandon, 1907
  - Ausogeocoris Malipatil, 2013
  - Capitostylus Malipatil, 2013
  - Geocoris Fallen, 1814
  - Geocoroides Distant, 1918
  - Germalus Stal, 1862
  - Hypogeocoris Montandon, 1913
  - Isthmocoris McAtee, 1914
  - Mallocoris Stal, 1872
  - Nesogermalus Bergroth, 1916
  - Ninyas Distant, 1893
  - Piocoris Stal, 1872
  - Pseudogeocoris Montandon, 1913
  - Stenogeocoris Montandon, 1913
  - Stenophthalmicus Costa, 1875
  - Stylogeocoris Montandon, 1913
  - Umbrageocoris Kóbor, 2019
  - Unicageocoris Malipatil, 2013
- podrodzina: Henestarinae
  - Coriantipus Bergroth, 1912
  - Engistus Fieber, 1864
  - Henestaris Spinola, 1837
- podrodzina: Pamphantinae Barber & Bruner, 1933
  - plemię: Cattarini
    - Cattarus Stal, 1858
    - Cephalocattarus Slater & Henry, 1999

  - plemię: Epipopolini
    - Epipolops Herrich-Schaeffer, 1850

  - plemię: Indopamphantini Malipatil, 2017
    - Indopamphantus Malipatil, 2017
    - Paraindopamphantus Malipatil & Scudder, 2018

  - plemię: Pamphantini
    - Abpamphantus Barber, 1954
    - Austropamphantus Slater, 1981
    - Cymapamphantus Henry, 2013
    - Neopamphantus Barber & Bruner, 1933
    - Pamphantus Stal, 1874
    - Parapamphantus Barber, 1954
    - Tropicoparapamphantus Brailovsky, 1989